# 夸祖鲁-纳塔尔大学
夸祖鲁-纳塔尔大学（縮寫UKZN），是於南非的夸祖鲁-纳塔尔省内拥有5座校区的大学。2004年1月1日，它由纳塔尔大学和德班-韦斯特维尔大学合并而成。

## 校區

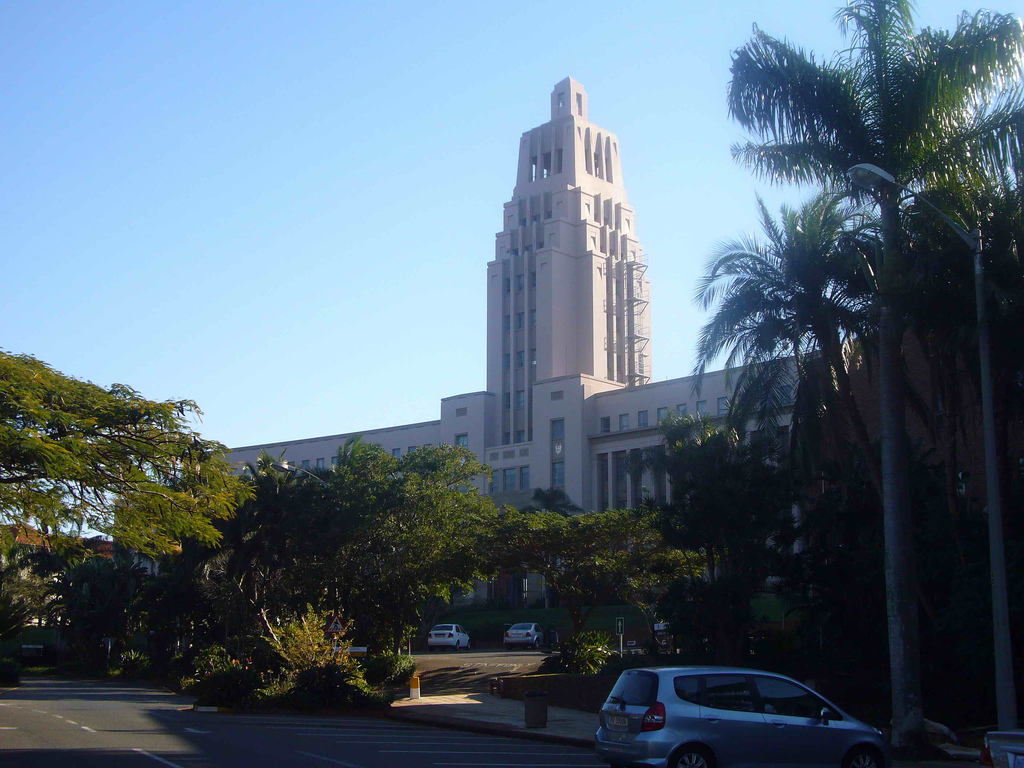
在霍华德學院校区的纪念塔，夸祖鲁-纳塔尔大学

- 彼得馬里茨堡校區
- 霍华德學院校区
- 韦斯特维尔校区
- 納爾遜·曼德拉醫學院校區
- 埃奇伍德校區